# Ван де Венне, Адриан
Адриан Питерс ван де Венне (нидерл. Adriaen Pietersz van de Venne; 1589, Делфт — 12 ноября 1662, Гаага) — нидерландский художник периода Золотого века голландского искусства, рисовальщик, живописец, мастер гризайля, гравёр и поэт. Родом из Делфта. Работал в Гааге, писал картины на бытовые сюжеты, аллегории, портреты, портретные миниатюры, был иллюстратором книг, автором политических сатир и издателем.

## Биография
Ван де Венне родился в 1589 году в Делфте в семье Питера ван де Венне и Яннетген Бёнинкс, которые бежали из южных провинций из-за войны и религиозных преследований. Его брат — Ян Питерс ван де Венне — был книгопечатником.
Согласно данным историографа Арнольда Хоубракена, автора сборника биографий «Великий театр нидерландских художников и художниц» (De Groote Schouburgh der Nederlantsche Konstschilders en Schilderessen, 1718—1721), ван де Венне учился в латинской школе в Лейдене и мечтал стать художником. Живописи в основном учился самостоятельно, но также получал уроки от ювелира и живописца Симона де Валка (нидерл. Simon de Valck). В Гааге его второй учитель Иеронимус ван Дист, работавший в технике гризайль, научил его гравёрному искусству.
В 1607 году ван де Венне упоминается в Антверпене, а в 1614—1625 годах он жил в Мидделбурге, где вдохновением для него служили пейзажи Яна Брейгеля Старшего и сатирические поучительные виньетки Питера Брейгеля Старшего. Там творчество художника достигает своего апогея, а картины того периода, маньеристичные по духу, написанные быстрым мазком, близки к произведениям Матеуса Молануса (нидерл. Mattheus Molanus) и Кристоффеля ван ден Берге. Его сатирическая картина «Ловля душ» (нидерл. De zielenvisserij), написанная в 1614-м, является ироническим замечанием к конфликту католической и протестантской церквей во время Нидерландской революции, когда река Шельда, изображённая на картине и находившаяся в непосредственной близости от дома ван де Венне в Мидделбурге, отделяла южную католическую Фландрию от северных протестантских Брабанта и Зеландии. Влияние Яна Брейгеля Старшего особенно заметно проявляется в этой аллегории религиозного фанатизма, реалистические детали трактованы в ней с тонким юмором.
Ван де Венне работал как книжный иллюстратор, оформитель печатной продукции, политический агитатор и поэт, сотрудничал со своим братом Яном, известным издателем гравюр. Ведущие голландские писатели, например Якоб Катс, нанимали ван де Венне, поскольку его иллюстрации способствовали росту популярности нидерландских книг эмблем, содержащих уроки морали и соответствующие иллюстрации, которые обычно были представлены гравюрами жанровых сцен с крестьянами, нищими, ворами и дураками. Благодаря этим работам он прославился при жизни и оставался знаменитым после смерти в течение XVIII века.
В 1614 году Адриан ван де Венне женился в Мидделбурге на Элизабет де Пур (умерла в 1655 году). У них было трое детей, достигших зрелости: Мария ван де Венн (умерла ок. 1650 г.), Питер ван де Венне (1624—1657) и Хейберт (Губерт, Хайбрехт) ван дер Венне (ок. 1635-ок. 1692).
В 1625 году Адриан ван де Венне переехал в Гаагу, где вступил в Гильдию Святого Луки. Там же, возможно, работал в суде. В 1640 году стал деканом Гильдии. Он продолжал заниматься книжными проектами и написал бо́льшую часть своих известных картин, многие из которых изображали обездоленных и увечных людей.
В 1656 году Адриан стал одним из сооснователей «Братства живописцев» (Confrerie Pictura), местного клуба живописцев, не удовлетворённых уставом Гильдии Святого Луки. Умер ван де Венне 12 ноября 1662 года в Гааге, не оставив после себя учеников и последователей.
Ван де Венне был учителем Сибранда ван Биста, Леонарда Брамера и его двух сыновей, Хейбрегта и собственного сына Питера ван де Венне.
В санкт-петербургском Эрмитаже хранятся восемь картин художника.

## Галерея

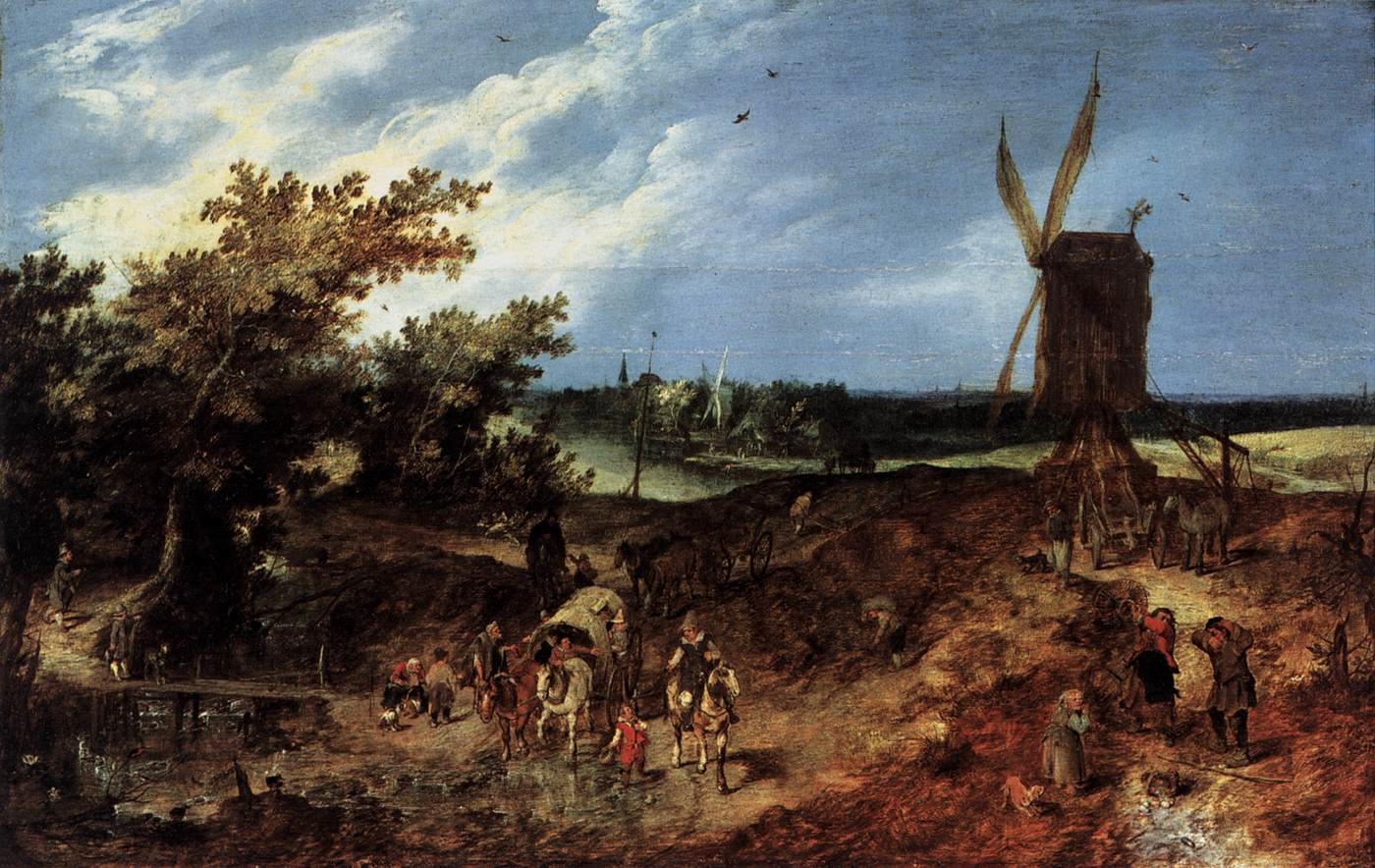
Лето. 1614. Дерево, масло. Берлинская картинная галерея
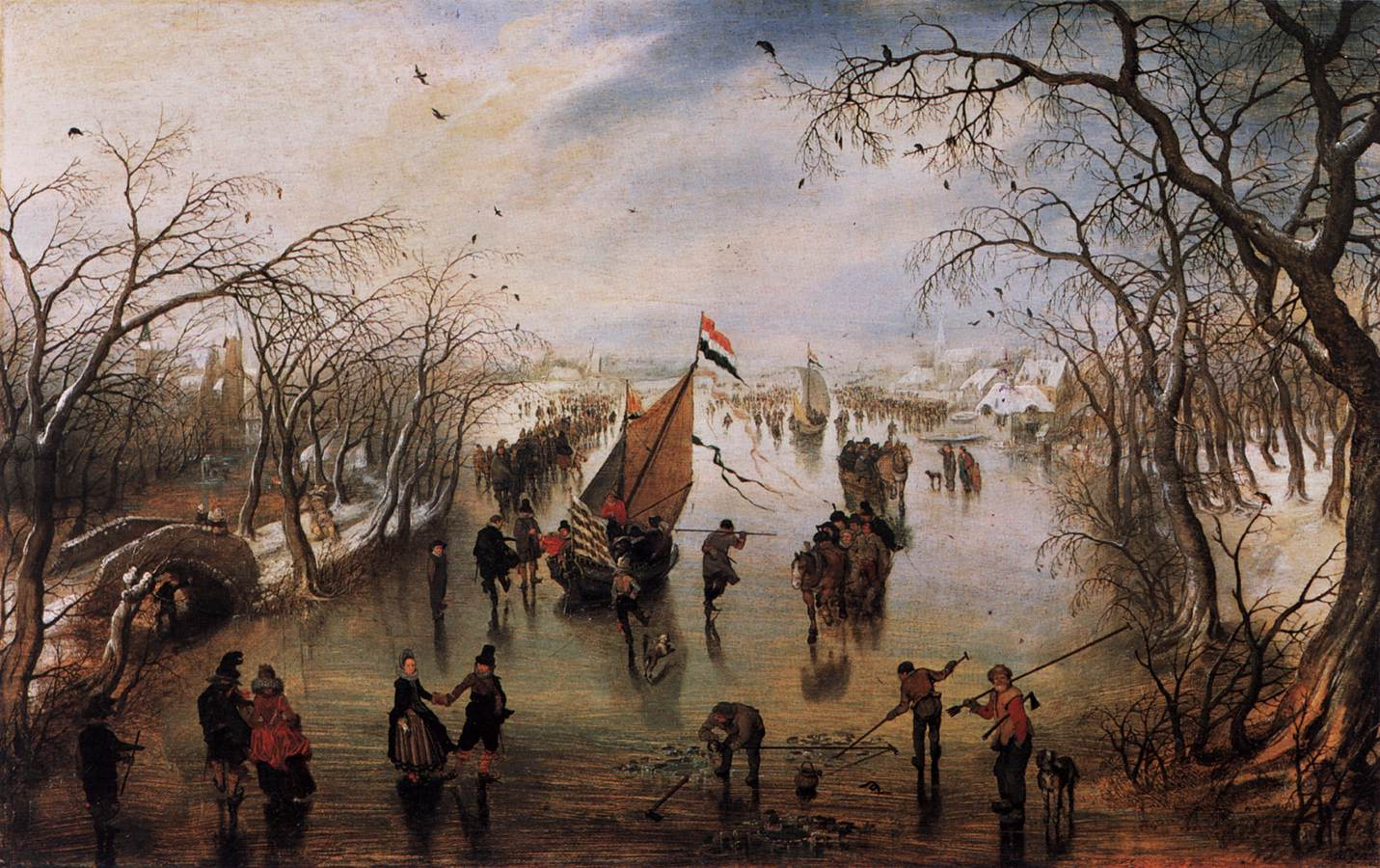
Зима. 1614. Дерево, масло. Берлинская картинная галерея
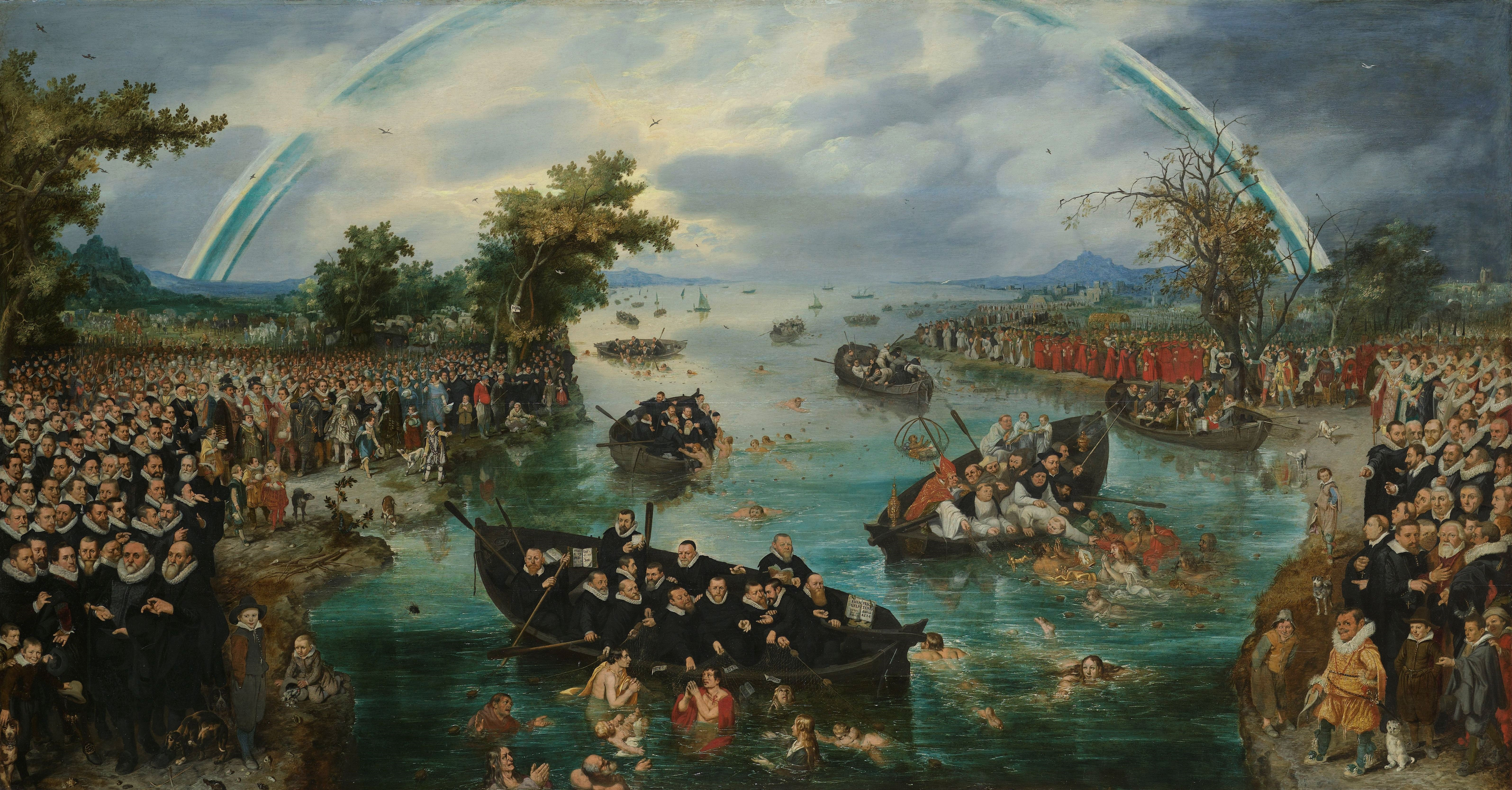
Ловля душ. 1614. Дерево, масло. Рейксмюсеум, Амстердам
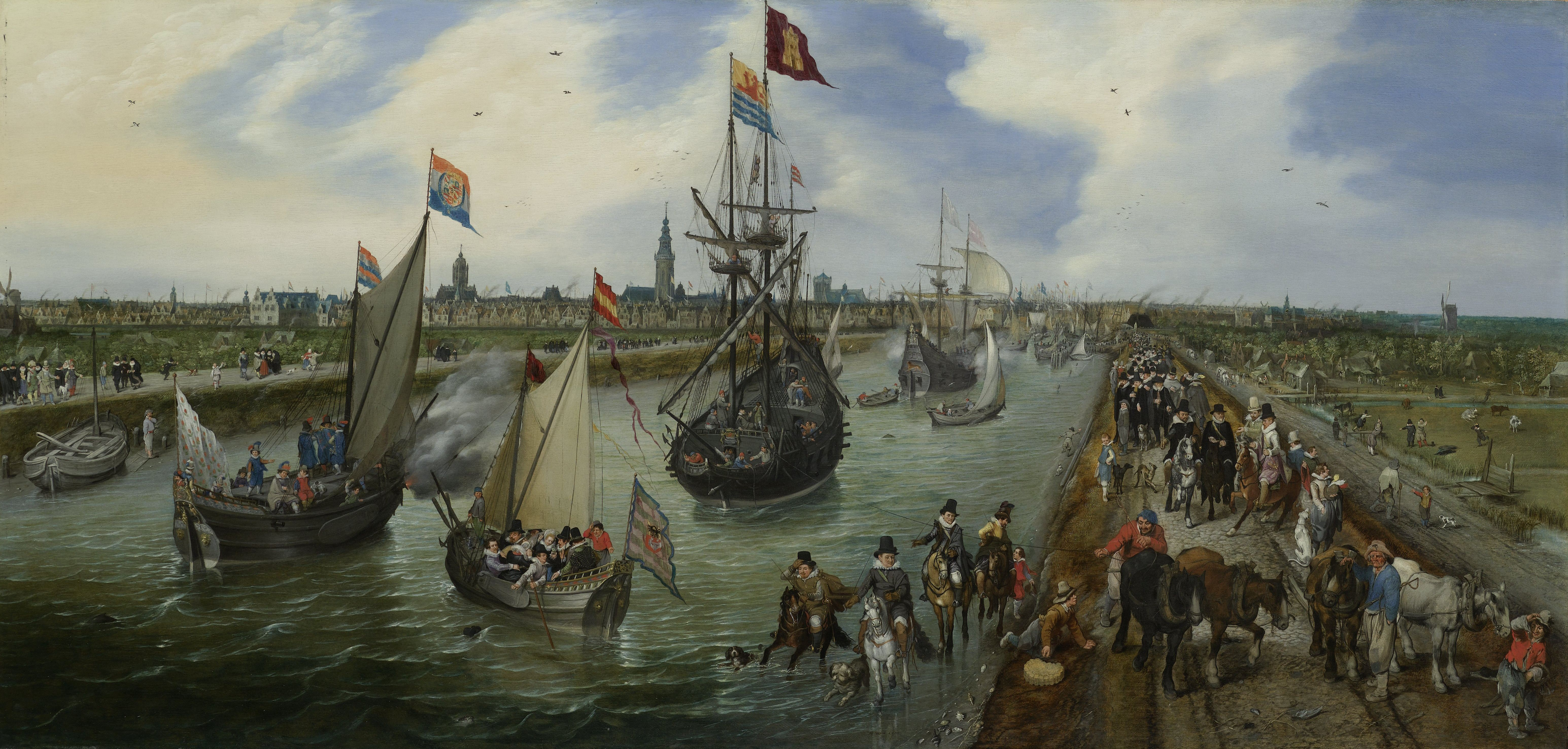
Отправление высокопоставленного чиновника из порта Мидделбург. 1615. Дерево, масло. Рейксмюсеум, Амстердам
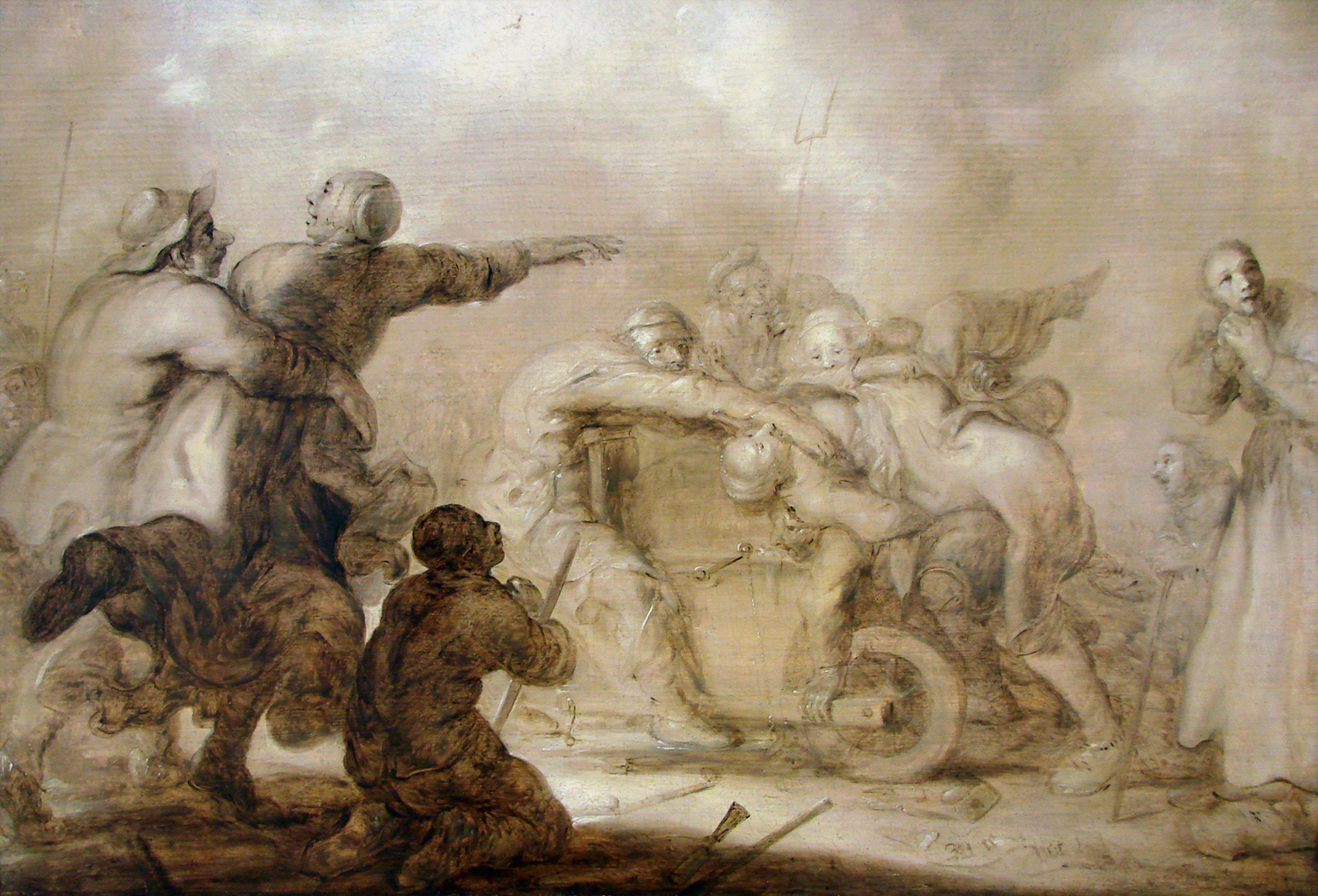
Al te bot! (Все слишком глупы!). Между 1610 и 1625. Гризайль. Дерево, масло.  Дворец изящных искусств, Лилль
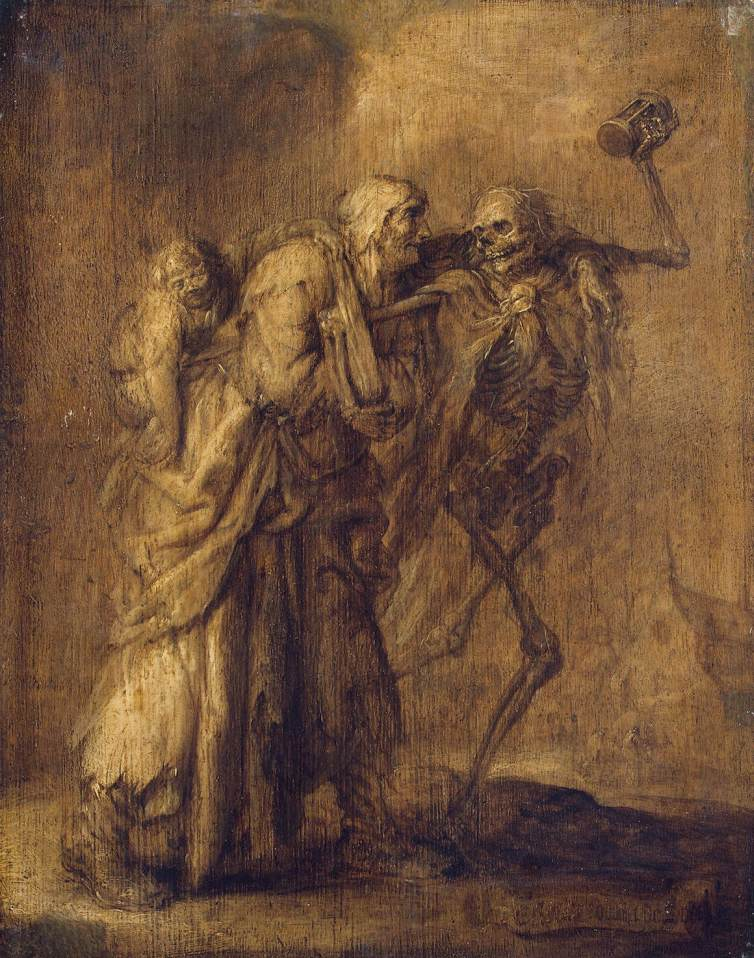
Пляска смерти. 1630-е. Гризайль. Дерево, масло. Государственный Эрмитаж, Санкт-Петербург
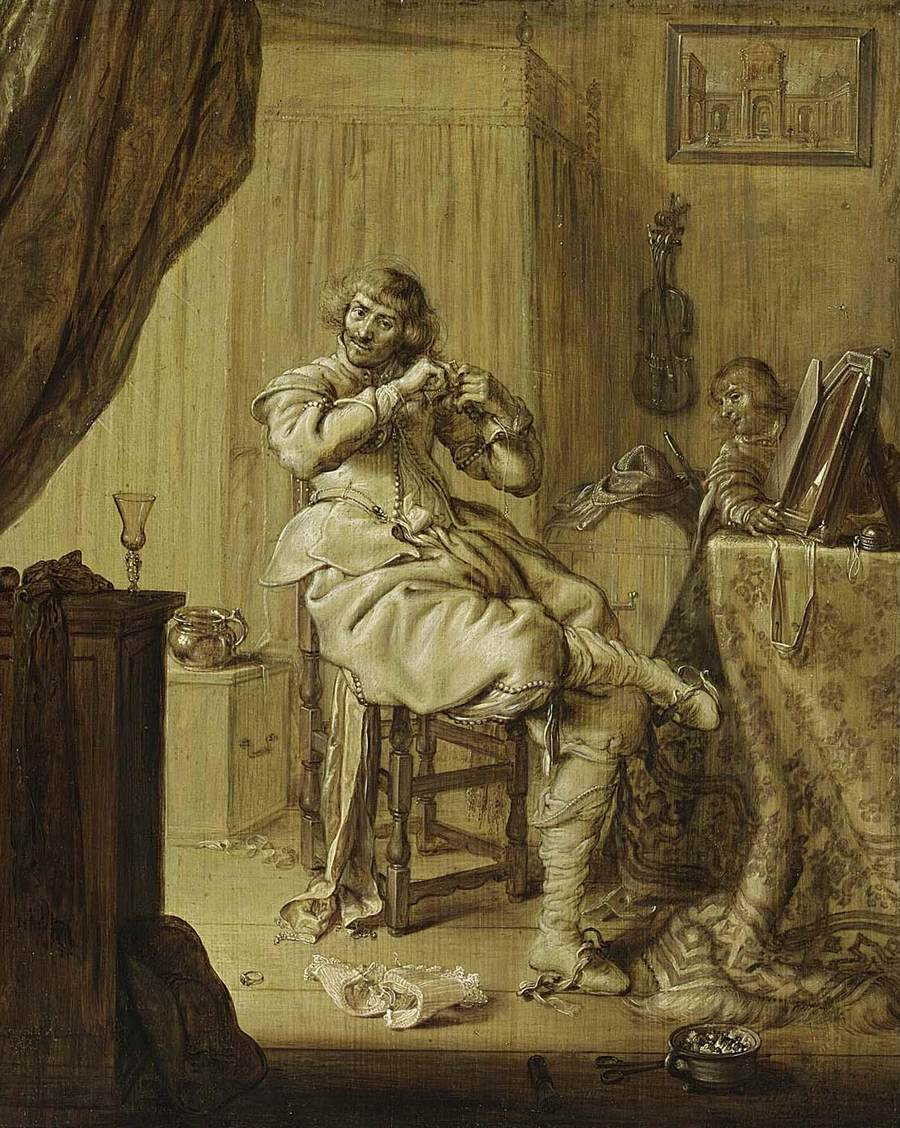
Кавалер за туалетом. 1631. Гризайль. Дерево, масло. Музей изящных искусств, Бостон, США
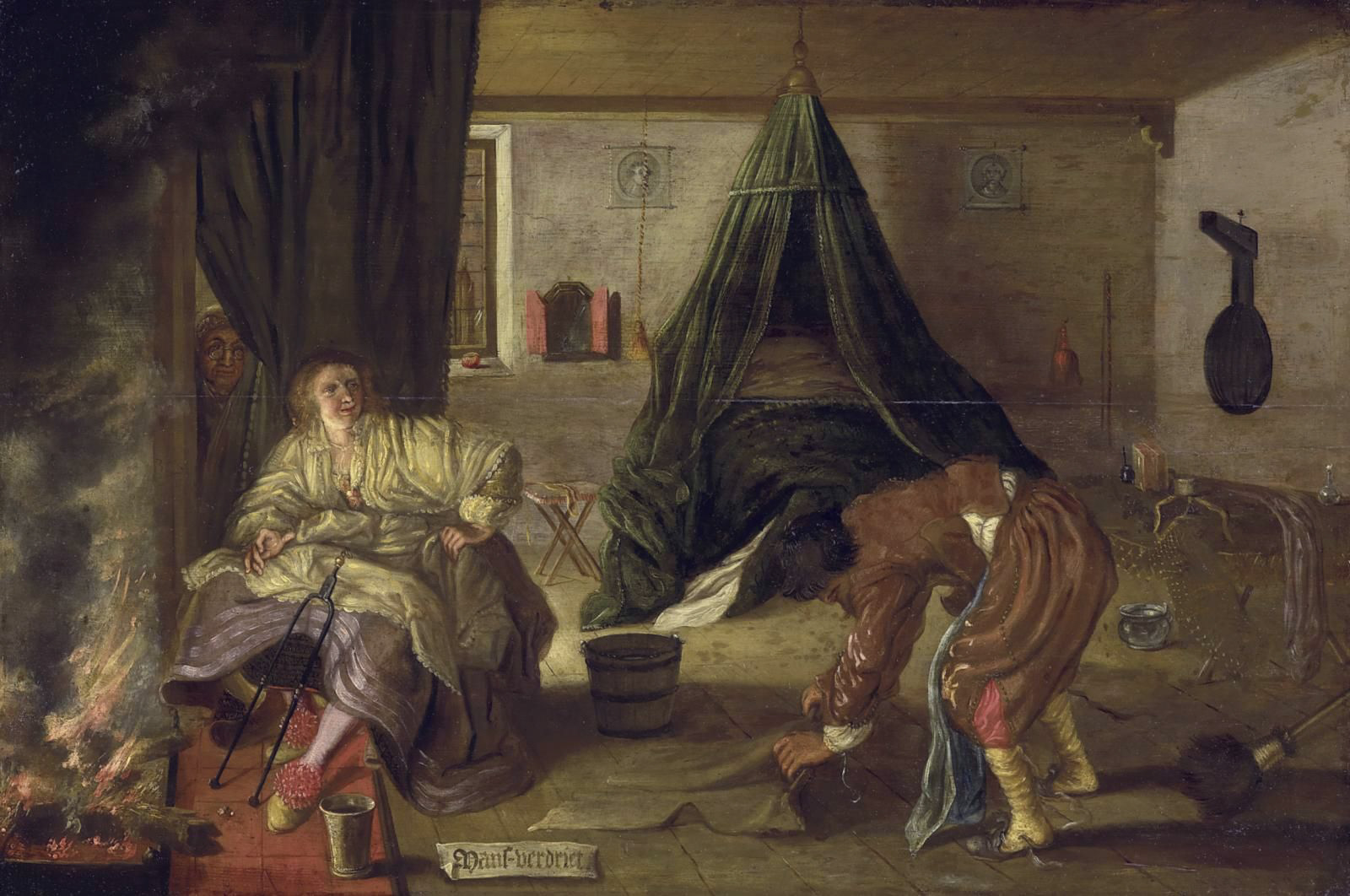
Mans verdriet (Плохая жена — горе мужчине). 1624. Дерево, масло. Частное собрание
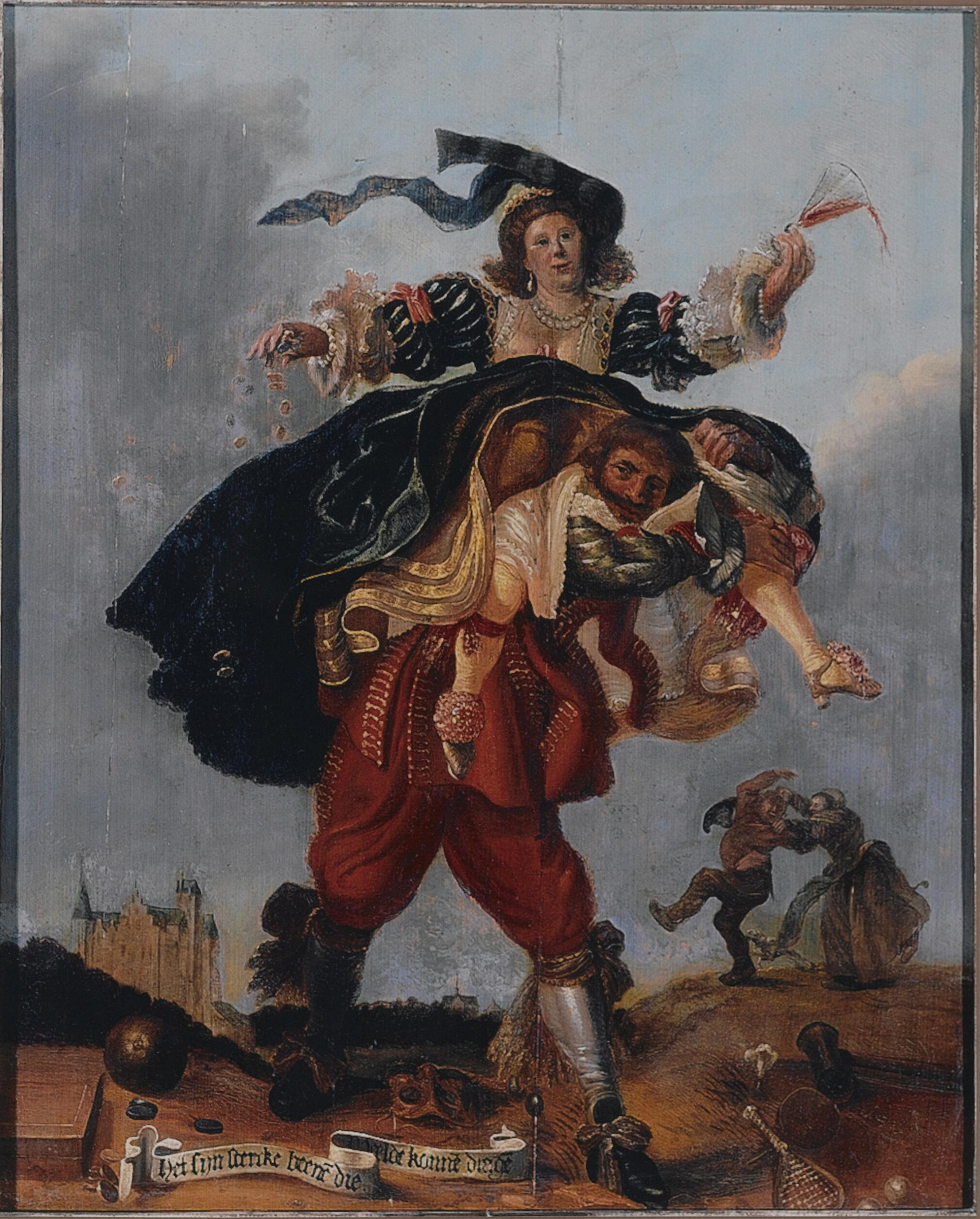
Аллегория богатства: это сильные ноги, способные нести богатство. 1627. Дерево, масло. Государственный музей изобразительных искусств имени А. С. Пушкина, Москва
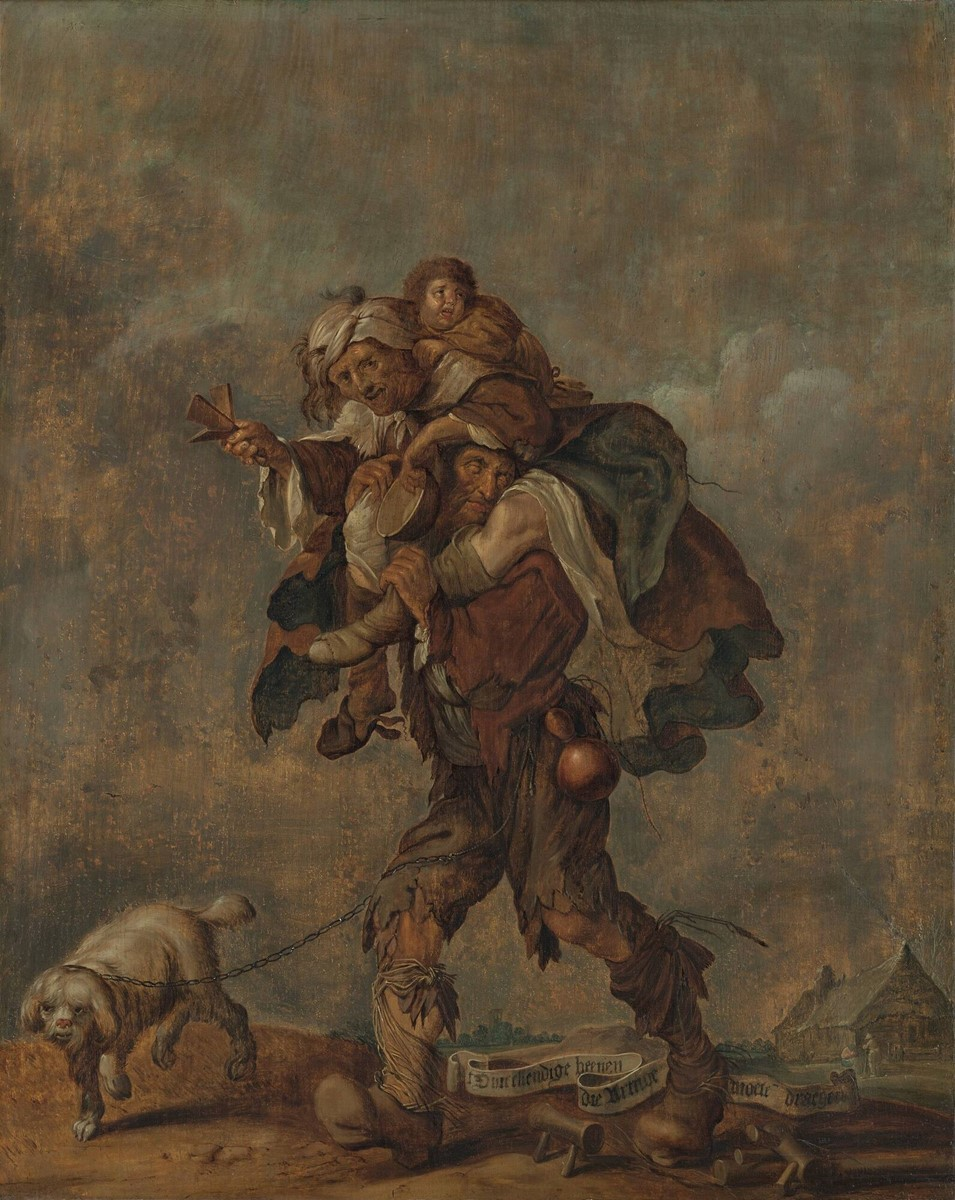
Аллегория бедности: это жалкие ноги, которым приходится терпеть бедность. Между 1630 и 1640. Деерво, масло. Музей Бойманса — ван Бёнингена, Роттердам
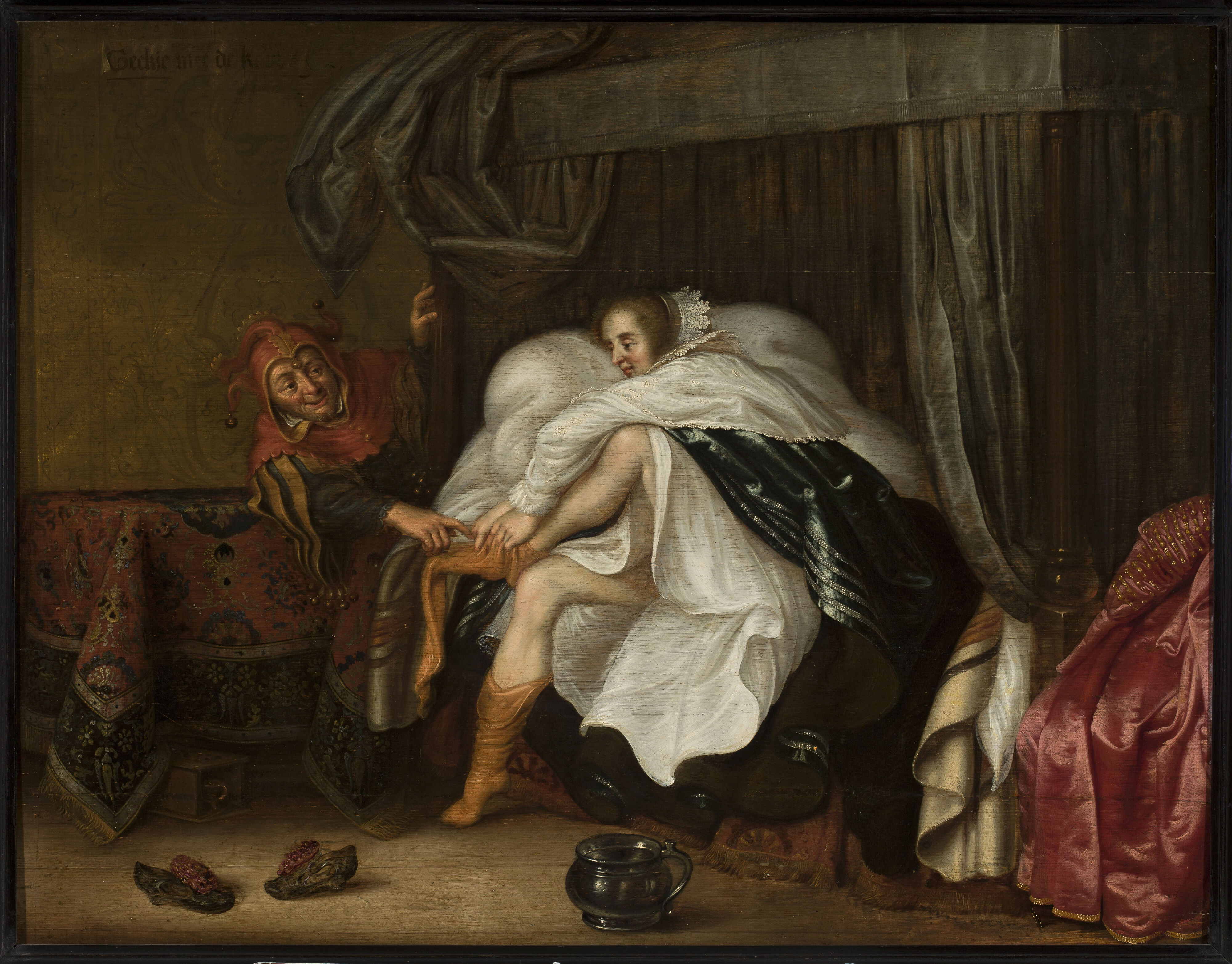
Женщина и шут. Между 1604 и 1662. Дерево, масло. Национальный музей, Варшава
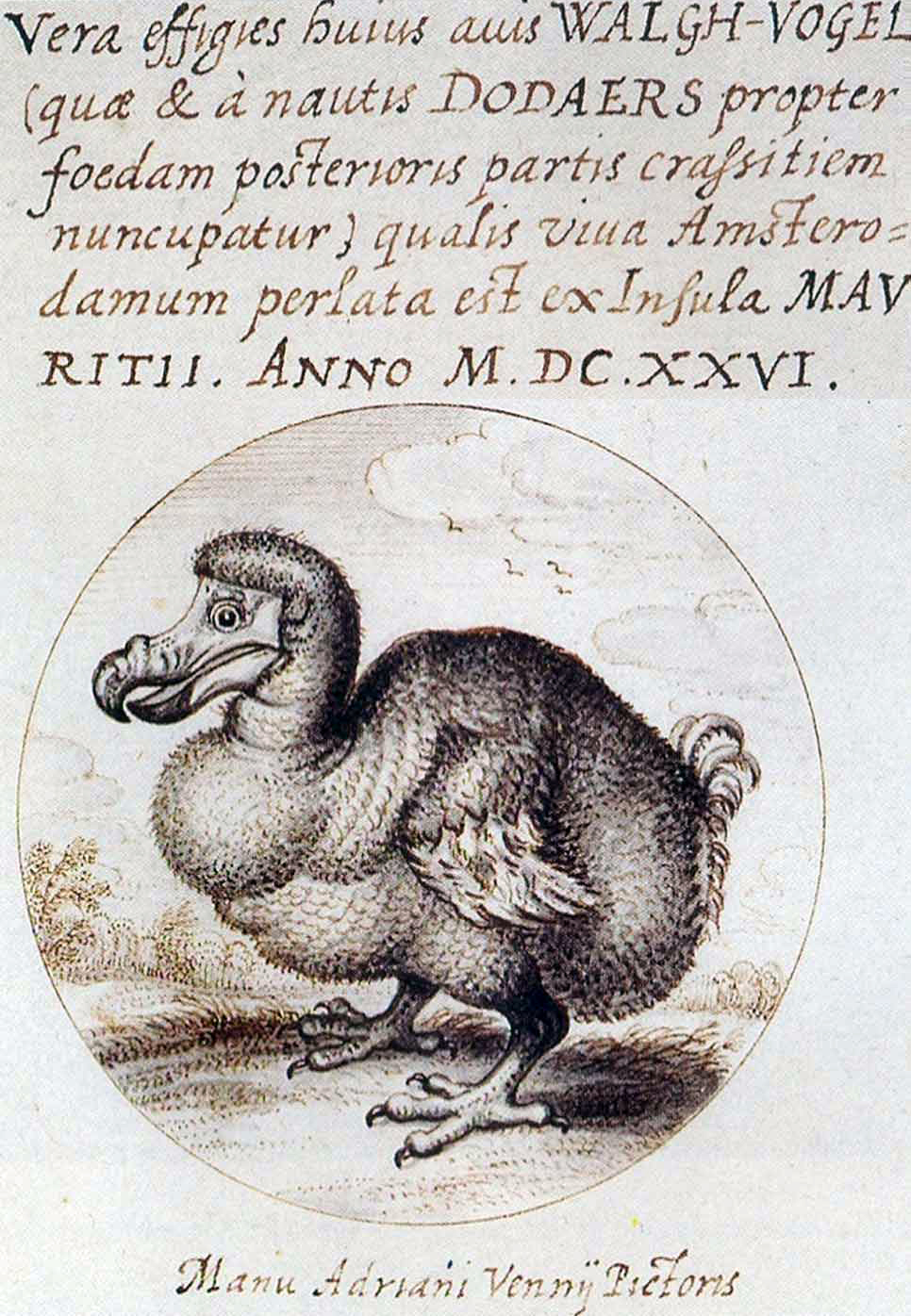
Додо. 1626. Бумага, тушь, перо. Рейксмюсеум, Амстердам